# Yolandi Visser
Anri du Toit, ismertebb nevén Yolandi Visser – stilizálva ¥o-landi Vi$$er – a Die Antwoord, egy dél-afrikai rap-rave együttes énekese. Visser szerepelt a 2015-ben bemutatott Chappie filmben, továbbá az Umshini wami rövidfilmben, Ninjával, Visser párjával–legjobb barátjával és együttestársával. Születési nevén készített egy másik rövidfilmet is Picnic címen.

## Karrier
Visser tagja volt a The Constructus Corporation és MaxNormal.TV formációknak. Az előbbi kiadott egy konceptalbumot/képregényt, az utóbbi pedig egy dél-afrikai hiphop együttes volt, ahol Yolandi Max Normal személyi asszisztense volt. Számos zenei és artvideóban feltűnik.

### Die Antwoord
A Die Antwoord egy rap-rave együttes, melynek tagjai: Yo-Landi Visser, Ninja (Watkin Tudor Jones) és DJ Hi-Tek (Justin de Nobrega). Visserre befolyással volt a Nirvana, PJ Harvey, Nine Inch Nails, Cypress Hill, Eminem, Marilyn Manson és az Aphex Twin.

### Színészi karrier
- Chappie (2015), rendezte Neill Blomkamp
- Umshini wami (2011), rendezte Harmony Korine
- Picnic, rövidfilm, rendezte Anri du Toit

## Diszkográfia
A The Constructus Corporationnel
- The Ziggurat (2003)

a MaxNormal.TV-vel
- Rap Made Easy (2007)

- Good Morning South Africa (2008)

a Die Antwoorddel
- $O$ (2009)
- 5 EP (2010)
- $O$ újra kiadás (2010)
- EKSTRA EP (2010)
- TEN$ION (2012)
- Donker Mag (2014)
- Chappie (2015)
- Suck On This: The Mixtape (2016)

## Magánélet
Vissernek van egy közös lánya zenei partnerével, Watkin Tudor Jonesszal (közismertebb nevén Ninja), akit Sixteennek hívnak.

## Fordítás
- Ez a szócikk részben vagy egészben  a   Yolandi Visser című angol Wikipédia-szócikk ezen változatának fordításán alapul.  Az eredeti cikk szerkesztőit annak laptörténete sorolja fel. Ez a jelzés csupán a megfogalmazás eredetét és a szerzői jogokat jelzi, nem szolgál a cikkben szereplő információk forrásmegjelöléseként.